# دير الشرنبان (الحديدة)
دير الشرنبان هي إحدى قرى مديرية المنيرة، التابعة لمحافظة الحديدة اليمنية، بلغ تعداد سكانها 1145 نسمة حسب الإحصاء الذي أجري عام 2004.